# چاپ کتابخانه‌ای
چاپ کتابخانه‌ای به دو معنی به‌کار می‌رود:
1. واژه‌ای است برای مشخص کردن ویرایشی از کتاب یا تمام آثار یک پدیدآور که در شکل یکسان و با صحافی محکم منتشر می‌شود و با کتابهای دیگر که ممکن است جلد کاغذی داشته باشد فرق دارد.
2. ویرایشی از کتاب با کاغذ خوب و صحافی محکم برای استفاده در کتابخانه.[۱]